# Municipio de Cruger
El municipio de Cruger (en inglés: Cruger Township) es un municipio ubicado en el condado de Woodford en el estado estadounidense de Illinois. En el año 2010 tenía una población de 1687 habitantes y una densidad poblacional de 38,13 personas por km².

## Geografía
El municipio de Cruger se encuentra ubicado en las coordenadas 40°41′47″N 89°17′45″O / 40.69639, -89.29583. Según la Oficina del Censo de los Estados Unidos, el municipio tiene una superficie total de 44.24 km², de la cual 44,14 km² corresponden a tierra firme y (0,23 %) 0,1 km² es agua.

## Demografía
Según el censo de 2010, había 1687 personas residiendo en el municipio de Cruger. La densidad de población era de 38,13 hab./km². De los 1687 habitantes, el municipio de Cruger estaba compuesto por el 98,34 % blancos, el 0,18 % eran afroamericanos, el 0,18 % eran asiáticos, el 0,12 % eran isleños del Pacífico, el 0,3 % eran de otras razas y el 0,89 % eran de una mezcla de razas. Del total de la población el 0,53 % eran hispanos o latinos de cualquier raza.